# Маерчак, Виктор Самуилович
Ви́ктор Самуи́лович Маерча́к (1875—1919) — российский революционер и врач. Большевик, участник Гражданской войны, борец за установление Советской власти в Сибири.

## Биография
Родился в городе Радом (Польша) в 1875 году. Учился в Юрьевском университете, по окончании которого в 1902 г. стал работать врачом в городе Седлец Люблинской губернии.
Впервые был арестован в Лодзи в 1906 году, но вскоре по причине отсутствия улик освобожден. Однако в этом же году снова был арестован по делу Польской социал-демократической партии. В июне 1907 года варшавский военно-окружной суд приговорил его к пожизненной ссылке в Енисейскую губернию. Из пересыльной тюрьмы по решению губернатора он попал в Туруханский край. В период трёхлетнего пребывания здесь В.С. Маерчак продолжал революционную работу. Вместе с большевиками Н.А. Скрыпником, А.Г. Мишиным участвовал в подготовке и проведении съезда политических ссыльных, состоявшегося в селе Верхне-Имбатском. Съезд создал «Союз политических ссыльных Туруханского края», избрал правление. Руководство отделом «Медицинская, правовая и юридическая помощь ссыльным» было возложено на Маерчака.
Находясь в ссылке, Маерчак стал заниматься частной медицинской практикой в Туруханске и Казачинском. Затем работал врачом на Александровском прииске в Южно-Енисейском горном округе.
В 1914 году ему было разрешено переехать в Красноярск, где оказывал медицинскую помощь рабочим железнодорожных мастерских и депо.
Опубликовал в газете «Сибирский врач» статью о положении населения Сибирского края.
После февральской революции 1917 проживал в городе Красноярске, принимал активное участие в революционном движении. После Октябрьской революции был избран членом Красноярского Исполнительного комитета, в январе 1918 года назначен комиссаром призрения Енисейского губернского Исполнительного комитета. Одновременно заведовал врачебно-санитарной комиссией. Принимал активное участие в работе польской секции Красноярского городского комитета РКП(б).
В июне 1918 был арестован белочехами. Содержался в Красноярской тюрьме как заложник. Был расстрелян колчаковцами 30 апреля 1919 года.

по приказанию Уполномоченного Верховного Правителя по охранению Государственного порядка и общественной безопасности в Енисейской губ. были расстреляны за зверски растерзанного бандами красных прапорщика Вавилова следующие лица: Семененко Александр, Маерчак Виктор, Саломатов Григорий, Бойчук Ян, Левальд Карл, Мариловцев Василий, Нитавский Алексей, Блинов Иван, Коростелев Геннадий, Пепсин Иоганн

Похоронен в братской могиле за оградой Троицкого кладбища в Красноярске.

## Память
Именем В.С. Маерчака названа улица в Красноярске.